# Ley de obsolescencia de la literatura científica
La ley de obsolescencia de la literatura científica alude a pérdida de actualidad de las obras publicadas. Acerca de esta ley se trata en la bibliometría.

## Historia
Esta ley bibliométrica fue desarrollada en 1956 por Derek John de Solla Price. Notó que la literatura científica pierde actualidad cada vez más rápidamente. Estudiando por años la distribución de las referencias bibliográficas en distintas especialidades, observó que cada 13,5 años el número de publicaciones se multiplica por dos, y cada –aproximadamente– trece años la cantidad de citas que reciben tales publicaciones se divide entre dos.

## El índice de price
El índice de Price es un indicador bibliomético utilizado para medir la obsolescencia de la información científica. Su cálculo se basa en la proporción de referencias que tienen cinco años de antigüedad en comparación con el total de referencias citadas. 
Para calcularlo, se debe contar el número de documentos en la bibliografía que tengan una antigüedad de cinco años o menos, tomando como año base el año de publicación del documento. Luego, este número se divide entre el total de referencias.

## Marco teórico
Para cuantificar este envejecimiento, Burton y Kebler idearon el concepto de semiperíodo, que se refiere al tiempo en que ha sido publicada la mitad de la literatura referenciada dentro de una disciplina científica. Es decir, observando la distribución de frecuencias según año de procedencia. La mediana de esa distribución es el semiperíodo o vida media, que en la literatura de las diversas ramas científicas es variable. En los años '60 del siglo XX, ellos encontraron las cifras siguientes de vida media de las referencias, expresadas en años, relativas a:
- Física: 4,6
- Ingeniería química: 4,8
- Fisiología: 7,2
- Matemáticas: 10,5
- Geología: 11,8

Según ellos, las diferencias se deben a existencia de dos tipos de literatura científica: efímera y clásica.
Estos dos tipos de literatura «pesan» de diferente modo en las distintas disciplinas. Price continuó estas investigaciones a partir de los primeros índices de citas publicados por Garfield. Concluyó que, entre las referencias bibliográficas, es posible distinguir dos partes bien diferenciadas: 
- Un 50% se distribuye entre la totalidad de la literatura anterior.

- El otro 50% se concentra en un número muy reducido de trabajos previos. Estas obras son las producidas por los grupos dirigentes de una disciplina o un tema científico (colegios invisibles). A este porcentaje de referencias que enlazan los artículos científicos de un año con los trabajos del «colegio invisible», Price lo denominó frente de investigación.

Otra medida de la obsolescencia de la información científica es el índice de Price, que se refiere a la proporción de la cantidad de referencias de no más de cinco años de antigüedad con respecto al total de referencias.